# Терефталат натрия
Терефталат натрия (1,4-дунатриотерефталат, двунатриевая соль 1,4-бензолдукарбоновой кислоты, также бензолдикарбоксилат-1,4 натрия) — органическая ароматическая комбинация натрия и терефталевой кислоты с химической формулой C8H4Na2O4, бесцветный или белый порошок, который в водном растворе образует катион натрия и анион терефталата. Используется в химическом синтезе и в органических реакциях.
Его можно получить реакцией терефталевой кислоты и гидроксида натрия. Начинает разлагаться при 600 °C и продуктом разложения является карбонат натрия.
Терефталаты обычно используются в качестве пластификаторов, то есть это вещества, которые добавляют в пластмассы для улучшения их гибкости, прозрачности, износостойкости и долговечности. Они также используются для смягчения поливинилхлорида (ПВХ).
Реакции:
Реакция 1:
Получение терефталата натрия взаимодействием терефталевой кислоты с гидроксидом натрия:
C6H4(COOH)2+NaOH → C8H4Na2O4 + 2H2O
 (реакция Дюма):
C8H4Na2O4 + 2NaOH +(temperature) → C6H6 + 2Na2CO3